# Natuurtuin De Robbert
Natuurtuin de Robbert is een gebied van 1,5 hectare in Helmond Noord in de provincie Noord-Brabant. Het maakt deel uit van de ca 100 hectare metende parkachtige groenzone de Bundertjes. Beheerder is de Stichting Natuurtuin Helmond, een vrijwilligersorganisatie die verantwoording aflegt aan de eigenaar, de gemeente Helmond. In de Robbert worden de effecten van kleinschalig natuurbeheer op de biodiversiteit onderzocht.

## Ligging
Natuurtuin de Robbert ligt in natuurgebied de Bundertjes, een restant van het beekdal van de Aa en enkele andere beekjes. Dit gebied is lange tijd gebruikt om vee te weiden, wilgentenen te kweken, voor landbouw en als fabrieksriool. Pal naast de huidige Bundertjes is in de jaren zeventig van de vorige eeuw de woonwijk Helmond Noord aangelegd. Al deze ontwikkelingen hebben grote invloed gehad op het vroegere moerassige beekdal. Sommige zijn onomkeerbaar: de (grond)waterstand is sterk aangepast zodat in Helmond Noord kon worden gebouwd. Andere zaken zijn wel aangepakt: de door lozingen van fabrieken vervuilde bedding van de Gulden Aa is gereinigd en met landbouw werd gestopt. Sinds enkele jaren voert de gemeente Helmond een beleid om de resterende natuurwaarden van de Bundertjes te versterken.

## Beheer
Het groenbeheer wordt gebaseerd op wetenschappelijk onderbouwde methodes die natuurorganisaties gebruiken om de natuurwaarde te verbeteren. Het beheer in Natuurtuin de Robbert wordt voortdurend aangepast aan de natuurlijke omstandigheden. Hiervoor worden flora en fauna in de gaten gehouden door de eigen vrijwilligers en externe deskundigen. Het beheer wordt jaarlijks doorgelicht op efficiëntie en milieubelasting. De stichting maakt jaarlijks een schriftelijk verslag van de werkzaamheden ten behoeve van de gemeente Helmond en het publiek. Die verslagen zijn te downloaden door geïnteresseerden.

## Onderzoek en educatie
Vrijwilligers van de stichting voeren laagdrempelige projecten uit om het publiek te interesseren voor natuuronderzoek. De projecten variëren van monitoring van de nieuwe vegetatie op afgegraven grond, het in kaart brengen van het waterleven tot vergelijkend warenonderzoek naar insectenhotels.
De natuurtuin is beschikbaar voor educatieve activiteiten. In samenwerking met de afdeling Helmond van het instituut voor natuureducatie en duurzaamheid IVN wordt een educatief programma uitgevoerd om basisschoolkinderen op speelse wijze met natuuronderzoek kennis te laten maken. De Robbert wordt gebruikt voor excursies en bij het praktijkonderdeel van natuurcursussen. 

## Toegankelijkheid
In tegenstelling tot natuur- en wandelgebied de Bundertjes is Natuurtuin de Robbert slechts beperkt toegankelijk. Dit om de natuurontwikkeling en de onderzoeksprojecten niet te verstoren.